# Elizabeth A. R. Brown
Pour les articles homonymes, voir Brown.
Cet article possède un paronyme, voir Elizabeth Brown.
Elizabeth Atkinson Rash Brown, née le 16 février 1932 à Louisville au Kentucky et morte le 8 août 2024, est une historienne américaine, spécialiste de la France médiévale et moderne, en particulier de la royauté capétienne aux XIIIe – XVIe siècles et du monde féodal.
Elle étudie entre autres l'histoire de l'abbaye de Saint-Denis et de la Sainte-Chapelle, les rituels autour des funérailles royales, ou encore le développement de la fiscalité royale en France.
Elle enseigne au Brooklyn College (université de la Ville de New York) après avoir rédigé sa thèse de doctorat (Ph.D.) à l'université Harvard. 
En 2010 et 2011, elle est présidente de la Medieval Academy of America.
Le 15 juin 2013, la Sorbonne lui consacre une journée d'hommage dont les actes sont publiés en 2016 dans les Cahiers de recherches médiévales et humanistes.

## Principaux ouvrages
- Customary Aids And Royal Finance in Capetian France: The Marriage Aid of Philip the Fair, Cambridge, Medieval Academy of America, 1992.
- « Franks, Burgundians, and Aquitanians » and the Royal Coronation Ceremony in France, Philadelphie, 1992.
- Jean Du Tillet and the French Wars of Religion: Five Tracts, 1562-1569, Binghamton (N.Y.), Center for medieval and early Renaissance studies, 1994.
- The Monarchy of Capetian France and Royal Ceremonial, Aldershot, Variorum, 1991.
- The Oxford Collection of the Drawings of Roger De Gaignières and the Royal Tombs of Saint-Denis, Philadelphie, American Philosophical Society, 1988.
- Politics & Institutions in Capetian France, Aldershot, Variorum, 1991.

## Sélection d'articles
- (en) « Philippe le Bel and the remains of saint Louis », dans Gazette des Beaux-Arts, 1980-1981, p. 175-182.
- (en) « 'The Prince is Father of the King' : the Character and Childhood of Philip the Fair of France », dans Medieval Studies, 49, 1987, p. 282-334.
- (en) « Kings Like Semi-Gods : the Case of Louis X of France », dans Majestas, 1, 1993, p. 5-37.
- (en) « Moral Imperatives and Conundrums of Conscience : Reflections on Philip the Fair of France », dans Speculum, 87, 2012, p. 1-36.
- « Guillaume de Nogaret et les textes : les registres JJ28 et JJ29 (BnF, lat. 10919) », dans Bernard Moreau, Julien Théry-Astruc, dir., La royauté capétienne et le Midi au temps de Guillaume de Nogaret. Actes du colloque des 29 et 30 novembre 2013, Nîmes, Éditions de la Fenestrelle, 2015  (ISBN 979-10-92826-34-0), p. 209-242.
- (en) « Philip the Fair, Clement V, and the End of the Knights Templar : The Execution of Jacques de Molay and Geoffroi de Charny in March 1314 », Viator 47/1 (2015), p. 229-292.
- « 'Veritas' à la cour de Philippe le Bel de France : Pierre Dubois, Guillaume de Nogaret et Marguerite Porete », dans La Vérité. Vérité et crédibilité : construire la vérité dans le système de communication de l’Occident (XIIIe – XVIIe siècle), dir. Jean-Philippe Genet, Paris, Publications de la Sorbonne, 2015, p. 425-445, disponible en ligne sur Openedition Books.
- (en) « Philip the Fair and His Ministers: Guillaume de Nogaret and Enguerran de Marigny », dans  The Capetian Century, 1214-1314, éd. William Chester Jordan, Jenna Rebecca Phillips, Turnhout, Brepols, 2017, pp. 185-218.